# Avaliação eletrónica
A avaliação eletrónica é um instrumento de exame que implica o uso de tecnologia da informação e a comunicação para a avaliação em diferentes âmbitos. Também se lhe conhece como avaliação em linha, avaliação mediada/assistida pelo computador, ou pelo anglicismo e-assessment. A definição do termo incorpora uma ampla faixa de atividades, desde o uso de um processador de palavras para elaborar um texto, até formulários para completar via Internet. Uma forma comum de avaliação eletrónica utiliza perguntas de opção múltipla com retroalimentação automática. Outra é a entrega de tarefas específicas de classe através de uma plataforma virtual, que pode ter, ou não, uma data ou tempo limite para sua realização.

## Benefícios
Alguns benefícios da avaliação eletrónica incluem:
- Oferecer retroalimentação automática, personalizada.
- Facilitar o acesso à avaliação para pessoas em diferentes localizações geográficas.
- Prover reportes sofisticados.
- Permitir que se realizem as avaliações várias vezes.
- Oferecer uma maior flexibilidade, o que permite aos alunos realizar suas avaliações em qualquer momento quando estejam prontos para ser avaliados e não só num momento determinado pelos exames e os organismos de adjudicação. A flexibilidade dos tempos de prova conduz a uma maior participação dos alunos.[2]

Por outro lado, algumas plataformas brindam estatísticas que permitem ao docente levar a cabo um melhor rastreamento da trajectória do estudante.
Os princípios da avaliação não mudam num meio eletrónico. A e-avaliação sustenta-se nos mesmos princípios de validade, flexibilidade e equidade e também utiliza as mesmas estratégias que os métodos de avaliação tradicionais (Brink & Lautenbach, 2011), ainda que provavelmente seja preciso contar com maiores níveis de interatividade em cursos em linha para favorecer tanto o rastreamento do progresso como a motivação do estudante.

## Críticas
Existem diferentes críticas às avaliações eletrónicas. Conquanto a fraude académica sucede em todos os  níveis nas instituições educativas, as avaliações eletrónicas implicam um potencial para comportamentos fraudulentos. Por exemplo, os estudantes podem utilizar apoio externo ao estar a ser avaliados ou solicitar a outra pessoa que conteste por eles. Em relação com o anterior, reporte-los anuais sobre a implementação da avaliação eletrónica no Reino Unido por Bull (2000) assinala assuntos de críticas como a falta de entendimento das limitações e do potencial dos métodos de avaliação, bem como a ideia de que não é possível avaliar as habilidades de ordem superior por meio do uso de tecnologias de e-avaliação.